# Henryk Szkocki

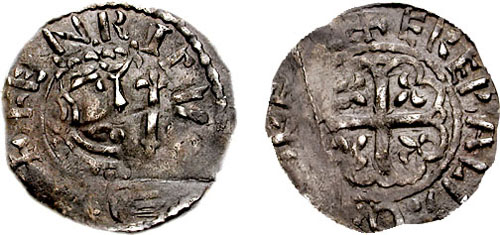
Moneta z czasów Henryka; z jednej strony napis hENRICVS •[F RE?], z drugiej - +EREBALD: ON [C]OREB

Henryk Szkocki (gaelicki Eanric mac Dabíd; ur. 1114, zm. 12 czerwca 1152) – książę Szkocji, 3. earl Huntingdon-Northampton w latach 1130–1138 i 1138–1141 oraz 3. earl Northumberland od 1139 do śmierci.
Syn króla Dawida I Świętego z Maud, hrabiną Huntingdon (córka Waltheofa, earla Northumbrii i Huntingdon oraz Judyty z Lens, siostrzenicy Wilhelma Zdobywcy) i do śmierci dziedzic tronu szkockiego; ojciec królów Malcolma IV oraz Wilhelma I Lwa. Został tak nazwany po swoim wuju, królu Anglii Henryku I Beauclercu, który poślubił siostrę Dawida I, Matyldę (ur. jako Edyta). Był u boku ojca aktywnym uczestnikiem walk o władzę w Anglii w latach 1135–1154 (głównie nieudolne rządy Stefana z Blois, którego był sojusznikiem). Z powodu ogólnie słabego zdrowia zmarł w 1152 roku, na 11 miesięcy przed swoim ojcem, czyniąc dziedzicem najstarszego syna, Malcolma. Jeszcze za życia Henryka tytuł earla Huntingon przeszedł na jego przyrodniego brata, Simona II de Senlis.

## Małżeństwo i potomstwo
Henryk poślubił Adę z Warenne, córkę Williama de Warenne, 2. hrabiego Surrey oraz Elżbiety de Vermandois, hrabiny Leicester, córki Hugo de Vermandois, hrabiego Vermandois. Doczekali się siedmiorga dzieci:
- Adę (1140/5, zm. po 1206), od 1161 żonę Florisa III, hrabiego Holandii
- Małgorzatę (1145–1201), żonę: 1) Conana IV Młodszego, księcia Bretanii; 2) Humphreya III de Bohun, lorda Throwbridge; 3) Sir Sir Williama fitz Patricka de Hertburna
- Malcolma (1141–9 grudnia 1165), kolejnego króla Szkocji od 1153 jako Malcolm IV
- Wilhelma (ok. 1143–4 grudnia 1214), kolejnego króla Szkocji od 1165 jako Wilhelm I Lew
- Dawida, 8. earla Huntingon (ok. 1144–17 czerwca 1219); potomkowie Dawida po wygaśnięciu linii Wilhelma Lwa na Małgorzacie Kenneth stali się dziedzicami tronu  i wszyscy kolejni władcy pochodzą od Dawida – wśród tychże potomków w linii żeńskiej byli Robert de Brus, 5. lord Annandale (dziadek króla Roberta I Bruce'a) i Jan Balliol
- Matyldę (ur. i zm. 1152)
- Marjorie, żonę Gille Crísta, hrabiego Angus